# Carlo Veneziani
Carlo Veneziani (Leporano, 12 giugno 1882 – Milano, 17 gennaio 1950) è stato un commediografo e sceneggiatore italiano.

## Biografia
Nato a Leporano (Taranto), inizia a scrivere per i giornali all'inizio del secolo 1900, per poi presentare le sue prime commedie a Compagnie di prosa, il primo successo sarà Alga Marina, in tre atti, con l'interpretazione di Paola Borboni nel 1925, farà scalpore l'abbigliamento molto succinto dell'attrice.
Nella stagione 1941-42 diresse la Compagnia Italiana del Teatro Comico Musicale con Cesco Baseggio, Andreina  Carli e Carlo Lodovici.
Continuerà a scrivere sia per il teatro che per il cinema sia muto che sonoro sino alla fine degli anni '40, collaborando anche con la radio EIAR, che trasmetterà anche alcuni suoi radiodrammi.
Riposa al Cimitero Monumentale di Milano.

## Commedie teatrali
- La via più corta (1910)
- La réclame è l'anima del commercio (1915)
- Il braccialetto al piede (1917)
- La finestra sul mondo (1918)
- Io prima di te (1919)
- Colline, filosofo (1920)
- Alga marina (1925)
- Il signore è servito (1929)
- La ballata dell'Orsa Minore (1930)
- L'innesto dell'eternità (1931)
- L'antenato (1930)
- Un bimbo così... (1938)
- Il teorema di Pitagora (1939)
- Il pescatore di balene (1938)
- Aprite le finestre (1940)
- Giochi di scena (1946)

## Prosa radiofonica Rai
- La serenata al vento di Carlo Veneziani, regia di Silvio Gigli, trasmessa il 10 aprile 1950.

## Filmografia
- La mia vita sei tu, regia di Pietro Francisci (1935)
- L'antenato, regia di Guido Brignone (1936)
- Il capitano degli ussari, regia di Sàndor Szlatinay (1940)
- Validità giorni dieci, regia di Camillo Mastrocinque (1940)
- Il diavolo va in collegio, regia di Jean Boyer (1943)
- Serenata al vento, regia di Luigi Latini De Marchi (1956)